# Anton Krempl
Anton Krempl (* 29. Januar 1790 in Pöllitschberg; † 21. Dezember 1844 in Kleinsonntag) war ein slowenischer Dichter und Schriftsteller, Historiker und katholischer Priester, der einen erheblichen Beitrag zur Entwicklung des slowenischen Nationalbewusstseins und der steirischen Geschichtsschreibung geleistet hat.

Anton Krempl: Farmešter per mali Nedli v' slovenjih Goricah, sočlan znotrajno austrianske dogodivšinske družbe.

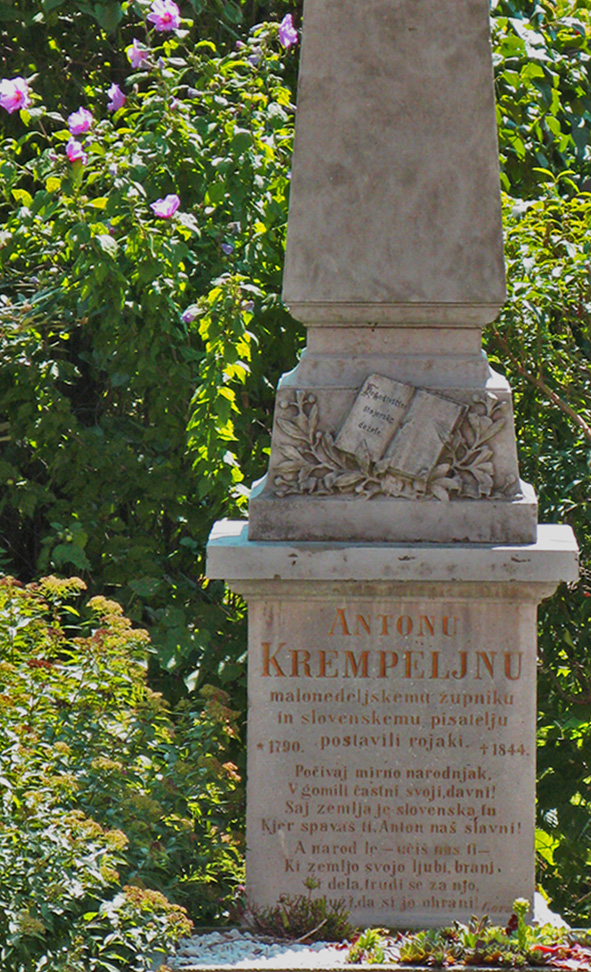
Anton Krempl: Grabstein im Pfarrort Mala Nedelja, Slowenien.

## Leben
Anton Krempl wurde im untersteirischen Pöllitschberg (heute Polički vrh bei Gornja Radgona in Slowenien) unweit der Stadt Radkersburg geboren und wuchs auf dem bescheidenen Bauernhof seiner Eltern, Michael Krempl und Magdalena, geborene Semlitsch (Zemljič), auf. Zunächst besuchte er die Trivialschule der Pfarre St. Peter bei Oberradkersburg, später das Gymnasium in Marburg (heute Maribor in Slowenien) und die beiden letzten Klassen in Graz. Im Jahre 1811 immatrikulierte er sich für Theologie am Grazer Lyzeum.
Während seiner Grazer Studienzeit hatte Krempl engen Umgang mit Peter Dainko (Dajnko) und Koloman Quaß (Kvas) – beide kannte er vom Marburger Gymnasium – und dem ebenfalls aus der Untersteiermark stammenden Johann Leopold Schmigoz (Janez Šmigoc). Unter dem Eindruck der Romantik und der Aufklärung befasste sich diese Gruppe intensiv mit Fragen der alpenslawischen Geschichte und Topographie sowie mit den slawischen Sprachen und Mundarten der Region zwischen Mur, Drau und Save.
Ebenfalls in diese Ära fällt die Gründung der sogenannten Societas slovenica durch den aus Unterkrain stammenden 25-jährigen Jurastudenten Johann Nepomuk Primiz (Janez Primic) am 13. Mai 1810 in Graz, einer Privatgesellschaft zur Förderung der slowenischen Sprache, deren Hauptbestreben es war, „daß eine slovenische Lehrkanzel errichtet werden möchte“. Während die Societas slovenica im Oktober 1810 mit vier Teilnehmern vor der Auflösung stand, konnte die „Windische Sprachkanzel“ – der erste Slovenistik-Lehrstuhl weltweit – im April 1812 mit 60 Studenten den Unterricht aufnehmen. An diesen epochemachenden Vorgängen war Krempl mit großer Wahrscheinlichkeit persönlich beteiligt und in die Abläufe unmittelbar eingebunden, jedoch sind darüber keine schriftlichen Aufzeichnungen erhalten. Durch die Bekanntschaft mit Albert Muchar und den Besuch seiner Vorlesungen am Grazer Lyzeum fand Krempl auch Zugang zur steirischen Geschichtsschreibung.
Am 21. September 1814 empfing Krempl in St. Andrä im Lavanttal das Sakrament der Priesterweihe und wurde nach Abschluss seines Studiums der Pfarre „Allerheiligen“ bei Friedau (heute Svetinje bei Ormož in Slowenien) als Kaplan zugeteilt. Am 7. September 1815 nahm er die geistliche Betreuung und den Schulunterricht auf. Bereits nach einem halben Jahr wurde er an die Pfarre St. Jakobus in die Stadt Friedau (heute Ormož in Slowenien) versetzt. Hier unterrichtete er an der Volksschule und unterstützte den Stadtpfarrer Georg Wagner bei der Seelsorge.
Als im November 1820 in der Stadt Pettau (heute Ptuj in Slowenien), dem Dekanatssitz, eine Kaplanstelle frei wurde, nahm Krempl diese Möglichkeit wahr und wechselte an die Haupt- und Stadtpfarre St. Georg. Bald freundete er sich mit dem hier lebenden Simon Povoden an, „des um Pettau so hoch verdienten Priesters und Historikers“, auch mit seinem Grazer Studienfreund, Johann Leopold Schmigoz, der in der Stadt als Bezirkskommissär tätig war, erneuerte er die Beziehungen.
Im Jahr 1822 wurde Krempl als Pränumerant im Geschichtswerk Historisch Topographisches Lexicon von Steyermark des Carl Schmutz aufgeführt: „Krempl Anton, Stadtkaplan und Katechet, Curat benefiziat, suplirender Lehrer der dritten Classe und Corps-Pater bey dem Bürger-Corps der k. k. Kammerstadt Pettau.“ Am 26. Oktober 1824 wurde Krempl zum Vikar ernannt und erhielt gleichzeitig den Titel eines „Chormeisters“. Damit war er zur rechten Hand des Hauptpfarrers und Kreisdechanten Josef Meglitsch geworden.
Zwei Jahre später, am 11. September 1826, erhielt Anton Krempl die Pfarrei St. Lorenzen in Windischbüheln (heute Sv. Lovrenc, Juršinci in Slowenien) verliehen. Diese Pfarre war dem Dekanat Pettau unterstellt und erstreckte sich über 48 km². Das Kirchspiel umfasste 15 Ortschaften und bestand aus etwa 2400 Gläubigen. Die Pfarrkirche sowie der Pfarrhof standen im Dorf Jurschinzen, das auch eine einklassige Trivialschule besaß, an der damals etwa 90 Kinder unterrichtet wurden. Im Jahre 1828 feierte Krempl mit der Kirchengemeinde das 300-jährige Bestehen der Pfarrkirche, die während seiner Epoche als Pfarrherr gründlich renoviert wurde, ebenso ermöglichte er auch den Ausbau des Pfarrhofes. Als Krempl nach schweren Differenzen mit seinen Vorgesetzten zur Jahreswende 1835 hier abberufen wurde, hinterließ er seinem Nachfolger eine wohlgeordnete Pfarre.
Am 28. Januar 1836 hielt Anton Krempl in der Pfarre Heilige Dreifaltigkeit in Kleinsonntag (heute Mala Nedelja bei Ljutomer in Slowenien) festliche Investitur. Anfangs fühlte er sich in seinem neuen Wirkungskreis bedrückt und als „parochus coactus“ (Zwangspriester), später fand er hier, den „süßen Frieden des Herzens“ und nannte sich selbstbewusst „Farmešter per mali Nedli v’ slovenjih Goricah“ (Pfarrmeister von Kleinsonntag in den Windischbüheln).
Der Sprengel gehörte zum Bistum Seckau und war dem Dekanat Luttenberg (heute Ljutomer in Slowenien) unterstellt. Krempl hatte in seinem Amt etwa 2000 Seelen zu betreuen. Der Pfarrbezirk erstreckte sich über 29 km² und umfasste sieben Ortschaften. Im Pfarrort gab es eine Trivialschule, die von etwa 70 Kindern besucht wurde. Hier lebte und wirkte Anton Krempl bis zu seinem Tode am 21. Dezember 1844.
Er starb an einer Lungenentzündung und wurde auf dem Friedhof neben der Pfarrkirche beigesetzt.

## Werke
- Cerkvene pesme za vse nedele po evangelih. (1816).
- Nemško-slovenski Katekizmuš. (Deutsch-slowenischer Katechismus, 1826).
- Molitvena knižica. (Gebetbuch, 1827).
- Male molitvenice. (Gebetbüchlein, 1837).
- Kratke predge. (Kurze Predigten, 1839).
- Dogodivšine štajerske zemle. Z’ posebnim pogledom na Slovence. (Begebenheiten im steirischen Land. Mit besonderer Berücksichtigung der Slowenen). Graz 1845. Faksimile-Nachdruck, Verlag Dr. Dr. Rudolf Trofenik, München 1974.
- Prislovice štajerskih Slovencev. (Sprüche der steirischen Slowenen). Veröffentlichungen in der Zeitschrift: Kmetijske in rokodelske novice, Jahrgänge 1844, 1846–1848.